# Бок, Фридрих-Вильгельм
Фридрих-Вильгельм Бок (нем. Friedrich-Wilhelm Bock; 6 мая 1897, Вжесня, Пруссия — 11 марта 1978, Ганновер, Германия) — оберфюрер СС, кавалер Рыцарского креста Железного креста с Дубовыми листьями.

## Карьера
2 августа 1914 года был призван в армию в артиллерию. В феврале 1918 года произведён в лейтенанты. Награждён Железным крестом 2-го класса. В 1919 году служил в Добровольческом корпусе в Прибалтике.
15 ноября 1922 года поступил в шульцполицию. 1 мая 1933 года вступает в НСДАП (№ 2223186) и к концу года дослужился до капитана полиции. В декабре 1939 года назначен командиром 3-го батальона полиции порядка на территории Генерал-губернаторства. Принимал участия в карательных операциях против польского населения.
В мае 1940 года переведён в войска СС и назначен командиром 2-го дивизиона артиллерийского полка 4-й полицейской дивизии СС. 23 августа 1943 года награждён Рыцарским крестом Железного креста. С 20 октября 1943 года назначен командиром своей дивизии, одновременно командуя и боевой группой дивизии. С 15 марта 1944 по 13 апреля 1944 командовал 19-й гренадерской дивизией СС. В мае по исполняет обязанности командира 4-й полицейской дивизии СС.
1 июня 1944 назначен командующим артиллерии 2-го танкового корпуса СС, где занимал этот пост до конца войны, исключая промежуток времени между 31 июля 1944 и 29 августа 1944, когда возглавлял 9-ю танковую дивизию СС «Хоэнштауфен».
2 сентября 1944 получает Дубовые листья к Рыцарскому кресту Железного креста.

## Звание
- Штурмбаннфюрер — 11 ноября 1941
- Оберштурмбаннфюрер — 5 января 1942
- Штандартенфюрер — 9 ноября 1943
- Оберфюрер — 1 августа 1944

## Награды
- Железный крест 2-го класса
- Железный крест 1-го класса
- Почётный крест ветерана войны
- Восточная медаль
- Нагрудный знак За ранение в чёрном
- Рыцарский крест (23 августа 1943)
  - с Дубовыми листьями (2 сентября 1944)